# Коммунистическая партия Украины
Коммунисти́ческая па́ртия Украи́ны (КПУ) (укр. Комуністи́чна па́ртія Украї́ни), до 1952 года Коммунисти́ческая па́ртия (большевико́в) Украи́ны (КП(б)У) (укр. Комуністи́чна па́ртія (більшовиків) Украї́ни) — украинская политическая партия. Существовала с 3—5 декабря 1917 года[календарный стиль?] по 30 августа 1991 года. Была одной из крупнейших партийных организаций Коммунистической партии Советского Союза и правящей партией в Украинской Советской Социалистической Республике. При ЦК КП Украины действовали Институт проблем социализма и Партийная школа. Фактически воссоздана 19 июня 1993 года. Официально КПУ (1917) находилась под запретом до декабря 2001 года. В мае 2002 года прошел объединительный съезд двух Коммунистических партий Украины. КПУ (1917) вошла в состав КПУ (1993).
16 декабря 2015 года Окружной административный суд города Киева запретил деятельность КПУ по причине декоммунизации и запрета на пропаганду соответствующих идей. Однако партия подала апелляцию на решение суда. В мае 2022 года Министерство юстиции Украины сообщило о вступлении в силу решения апелляции о запрете партии.

## История

### СССР

#### 1918—1941
Коммунистическая партия Украины возникла из большевистских ячеек Российской социал-демократической рабочей партии (РСДРП). Впервые решение о создании единой всеукраинской парторганизации было утверждено на Краевом съезде в Киеве 3—5 декабря 1917 год под названием «РСДРП(б). Социал-демократия Украины». 16—18 апреля 1918 года на совещании представителей большевистских организаций Украины, проходившем в Таганроге, на тот момент Донская советская республика, было принято название КП(б)У — Коммунистическая партия (большевиков) Украины. На І-м съезде КП(б)У, который состоялся в июле 1918 года в Москве, было принято решение о вхождении партии в состав РКП(б) (впоследствии — ВКП(б), КПСС) с сохранением собственного названия. С 1919 по 1920 год в КП(б)У на правах областной организации, но с отдельным представительством в Коминтерне, входила Коммунистическая партия Восточной Галичины (КПВГ). Осенью 1919 года в КП(б)У влилась Объединенная еврейская коммунистическая рабочая партия, в марте 1920 года, путём индивидуального принятия членов — Украинская коммунистическая партия (боротьбистов) (УКП(б)), а в марте 1925 года, по решению Коминтерна — Украинская коммунистическая партия. Выходцы из других партий в КП(б)У почти сразу оказались в меньшинстве — на 1 января 1926 года их было 5 100 человек (3,4 % общей численности КП(б)У). В начале 1920-х годов доля этнических украинцев в КП(б)У была небольшой. В 1922 году русские составляли 54 %, украинцы — 23 %, другие — 21 %. Еще меньше было партийцев, которые знали украинский язык. В 1922 году свободно владели русским языком 99 % членов КП(б)У, а украинским — только 11 %.
История партии неразрывно связана с советским периодом истории Украины. Все первые секретари ЦК (Центрального Комитета) КПУ систематически избирались членами Бюро ЦК КПСС, в отличие от первых секретарей ЦК компартий других республик. Все вторые секретари были не кандидатами в члены (как ЦК КП других республик), а членами ЦК КПСС. В КПУ было своё Политбюро. КП(б)У, как и вся ВКП(б) сильно пострадала от сталинских чисток. Крупная чистка была объявлена в декабре 1932 года. В результате ее осуществления только за 1933 год КП(б)У сократилась на 109 556 человек. Среди исключенных из партии оказались многие с дореволюционным партстажем. По состоянию на апрель 1937 года в КП(б)У было на учете 296 643 коммунистов, что на 253 790 человек меньше, чем было на 1 января 1933 года. На 1 января 1938 года (акт о сдаче дел Косиором Хрущёву от 28‒29 января 1938 года) численность КП(б)У составляла 199 653 члена и 84 499 кандидатов.

#### 1941—1945
В годы Великой Отечественной войны, во время немецкой оккупации, Компартия Украины действовала в подполье, а после освобождения быстро восстановила прежнюю структуру. Самыми яркими коммунистическими деятелями того времени были Сидор Ковпак — председатель Путивльского горисполкома Сумской области, и представители Молодой гвардии.

#### 1945—1991
В первые 5 послевоенных лет в КП(б)У часто менялось руководство. В 1953 году, после смерти Сталина, один из главных руководителей украинских коммунистов, Никита Хрущёв, стал Первым секретарём ЦК КПСС. Впоследствии, КП Украины руководили Леонид Мельников (1949—1953), Алексей Кириченко (1953—1957), Николай Подгорный (1957—1963), и Пётр Шелест (1963—1972).
В октябре 1952 года на XIX съезде ВКП(б) её название было вновь изменено: была переименована в Коммунистическую партию Советского Союза — КПСС. Соответственно, название поменяла и украинская партия — из КП(б)У в Коммунистическую партию Украины.
25 мая 1972 году ЦК КП Украины возглавил Владимир Щербицкий. Его эпоху полноправно можно назвать «золотыми годами УССР» — по всей республике открывались школы, детские сады, электростанции, на полную мощность работали колхозы. Была осуществлена коренная техническая модернизация легкой и пищевой промышленности. Велось интенсивное градостроительство, почти в каждом населенном пункте УССР строились многоэтажные жилые дома по типовым проектам, большие города застраивались целыми микрорайонами и жилыми массивами таких зданий. Зато продолжалось интенсивное строительство монументов и сооружений в стиле соцреализма. По приказу Щербицкого в Киеве был построен мемориальный комплекс «Национальный музей истории Великой Отечественной войны 1941—1945 годов» (открыт 9 мая 1981), музей Ленина, монумент Октябрьской революции, осуществлена реконструкция Крещатика. Поддерживалось развитие спорта, особенно ФК «Динамо» (Киев).
Чёрным пятном на этом относительно белом полотне стала Авария на Чернобыльской АЕС, в результате которой погибло 4 050 человек. Сообщение об аварии долгое время не пускали в эфир, умалчивали. Эвакуацию начали через 36 часов, что спровоцировало увеличение количества жертв.
В 1989 году Щербицкий покинул свой пост, его заменил Владимир Ивашко. На этой должности он находился менее года. В июле 1990 года он занял пост заместителя Генерального секретаря ЦК КПСС.
24 октября 1990 года из Конституции УССР была исключена ст. 6 о руководящей роли КПУ.

### Независимая Украина
26 августа 1991 года деятельность КПУ приостановлена, а спустя 4 дня запрещена по обвинению в организации государственного переворота 19—21 августа того же года. Обоснованность запрета была опротестована уже после распада СССР Конституционным судом Украины в декабре 2001 года. При этом Конституционный суд установил, что «КПСС и Компартия Украины в составе КПСС не были политическими партиями и общественными организациями в понимании статей 15, 36, 37 действующей Конституции Украины» (укр. КПРС  і  Компартія  України  у  складі  КПРС  не були політичними партіями і громадськими організаціями у  сенсі  статей 15, 36, 37 чинної Конституції України), а также то, что в 1993 году КПУ была воссоздана как «новосозданная политическая партия» — признав таким образом КПУ в составе КПСС и КПУ на независимой Украине разными партиями.
26 октября 1991 года Александр Мороз собрал съезд, который призвал членов запрещённой КПУ вступать в «Социалистическую партию Украины».
14 мая 1993 года Президиум Верховной Рады постановил, что граждане Украины, которые разделяют коммунистические идеи, могут образовывать партийные организации в соответствии с действующим законодательством Украины.
19 июня 1993 года на съезде в Донецке Коммунистическая партия Украины была восстановлена. Возглавил КПУ Пётр Симоненко. С тех пор Компартия постоянно декларировала свою оппозиционность — к президентам Леониду Кравчуку, Леониду Кучме и Виктору Ющенко.

#### Парламентские и президентские выборы 1994
Это были первые выборы после возобновления деятельности партии. Выборы проходили по мажоритарной избирательной системе. КПУ превратилась в мощную политическую силу, победив в 85 из 450 избирательных округов, коммунисты сформировали крупнейшую фракцию в Верховной Раде, руководство парламента и получили портфели руководителей ключевых парламентских комиссий. Самостоятельно в президентских выборах 1994 Компартия не участвовала, поддержав кандидатуру лидера «Социалистической партии Украины» Александра Мороза.
В 1997 году в состав КПУ вошла Коммунистическая партия Крыма.
На состоявшемся в 2002 году объединительном съезде двух Компартий Украины («старой» и «новой») участники съезда приняли решение о прекращении деятельности «старой» компартии, которую возглавлял Станислав Гуренко — согласно решению объединительного съезда, она вливается в состав Компартии Украины, зарегистрированной в октябре 1993 года, объединённая компартия отныне является официальной правопреемницей Компартии Украины, которая существовала до развала СССР в составе КПСС.
15 февраля 2003 года Коммунистическая партия Украины являлась одним из организаторов митингов против войны в Ираке.
Наиболее известные деятели:
- Почтовая марка СССР, 50-летие Компартии УкраиныПётр Симоненко (первый секретарь КПУ),
- Адам Мартынюк (первый вице-спикер Верховной рады IV созыва),
- Борис Олейник (знаменитый украинский поэт, 2 марта 2005 года был исключён из фракции КПУ и партии за поддержку Оранжевой революции и голосование за назначение правительства Тимошенко[23],
- Царьков, Евгений Игоревич (руководитель Одесского обкома КПУ, лидер молодёжного крыла союзных Компартий — СКО-ВЛКСМ)
- Алла Александровская (народный депутат Украины 3,4,5,6 созывов)
- и др.

На выборах Верховной Рады (450 мест):
- 1994 — 1-е место не считая беспартийных, 13,6 %, 85 мест (выборы лишь по одномандатным округам), позже в том же году было доизбрано ещё пятеро
- 1998 — 1-е место, 24,65 %. Всего было избрано 121, из них 84 по партийному списку и 37 по одномандатным избирательным округам.
- 2002 — 3-е место, 19,98 % и 59 мест, а также 6 по одномандатным округам,
- 2006 — 5-е место, 3,66 % и 21 место, (выборы проходили лишь по партийным спискам)
- 2007 — 4-е место, 5,39 % и 27 мест. (выборы проходили лишь по партийным спискам)
- 2012 — 4-е место, 13,18 % и 32 места (выборы проходили 50 % по партийным спискам, 50 % по одномандатным округам; при этом ни одного по одномандатным округам).

Глава партии с момента восстановления и её двукратный (в 1994 партия поддерживала кандидатуру Александра Мороза) кандидат в президенты — Пётр Николаевич Симоненко. Набрал в 1999 году 37,8 % во втором туре, проиграв Леониду Кучме, в 2004 году получил 4,97 % и во второй тур не прошёл.
Органы партии — газета «Коммунист», журнал «Комуніст України».
На выборах в Верховную раду Украины 2006 года КПУ стала пятой по численности из представленных в парламенте партий и блоков, набрав 3,66 % (929 591) голосов, и получила 21 из 450 мест в парламенте.
Результаты КПУ по округам:
Максимальную поддержку получила в Херсонской области (6,76 %) и в городе Кривой Рог Днепропетровской области (8,30 %). Также много голосов набрала в Глухове, Шостке, Могилеве-Подольском, Чернигове.
КПУ получила минимальную поддержку на Западе Украины: Тернопольская область (0,44 %) и в городе Яремча Ивано-Франковской области (0,24 %). Также мало набрала в Болехове, Тернополе, Нетешине, Кузнецовске, Дрогобыче.

### Правительственная коалиция 2006
Первые три месяца, прошедшие после парламентских выборов 2006 года, ушли на попытки создания «оранжевой» правительственной коалиции. Наконец 22 июня 2006 года было официально объявлено о результатах переговоров трёх политических сил, вошедших в коалицию, и распределении между ними ключевых постов.
Однако Партия регионов и Коммунистическая партия Украины, оставшиеся без руководящих постов в Верховной раде, организовали многодневное блокирование зала заседаний, не позволяя приступить к избранию на руководящие парламентские посты до тех пор, пока их интересы не будут учтены. Участники «оранжевой» коалиции через некоторое время, под давлением президента Виктора Ющенко, оказались вынуждены пойти на переговоры с оппозицией для достижения некоего компромисса. Лишь к 6 июля 2006 года было достигнуто компромиссное соглашение, однако в ходе выдвижения кандидатур на пост председателя Верховной Рады Александр Мороз неожиданно выставил свою кандидатуру против кандидатуры Петра Порошенко и одержал победу, получив голоса фракции Партии регионов.
7 июля 2006 года было подписано соглашение о создании новой, «антикризисной», коалиции парламентского большинства, в которую вошли Партия регионов, Социалистическая партия Украины и Коммунистическая партия Украины.
Представители КПУ возглавили в Верховной раде 3 комитета:
- по вопросам прав человека, нацменьшинств и межнациональных отношений (Леонид Грач),
- по вопросам науки и образования (Екатерина Самойлик[укр.]),
- по делам пенсионеров, ветеранов и инвалидов (Пётр Цибенко[укр.]).

Первым же шагом нового блока стало выдвижение кандидатуры Виктора Януковича на пост премьер-министра. Переговоры между президентом и представителями парламентских партий длились до начала августа. В конце концов президент предложил всем парламентским партиям подписать «Универсал национального единства» — документ, которым были бы закреплены принципы деятельности нового правительства. 4 августа 2006 года Виктор Янукович был утверждён в должности премьер-министра и приступил к формированию коалиционного правительства. Накануне голосования существовала опасность раскола «антикризисной» коалиции — КПУ отказывалась принимать участие в голосовании, протестуя против вхождения в коалицию «Нашей Украины», а большинство членов «Нашей Украины» заявили, что в коалицию войдут, но голосовать за Януковича не станут.
В правительство вошли по квоте КПУ:
- Министр промышленной политики Анатолий Головко,
- Вице-премьер-министр по вопросам АПК Юрий Мельник
- Заместитель министра по делам семьи и молодёжи Юрий Сизенко.

На выборах Президента Украины в 2010 году КПУ поддержала во втором туре В. Ф. Януковича, вошла в парламентскую коалицию с Партией регинов (ПР), позже ставшее парламентским большинством. Представитель КПУ руководил таможней.
После парламентских выборов-2012, как отмечала в 2014 году депутат Оксана Калетник: «Законодательство не требовало создания коалиции, но коммунисты фактически входили в парламентское большинство, понимая, что без устойчивой законодательной власти не сможет работать и исполнительная». Она также подчеркнула, что «мы не по всем вопросам голосовали в унисон с ПР», особо выделив расхождение по вопросу пенсионной и медицинской реформ.
30.01.2013 лидером КПУ Петром Симоненко совместно с депутатами от КПУ Игорем Алексеевым и Игорем Калетником был зарегистрирован проект закона № 2128 о возврате к смертной казни (за разбой, совершённый организованной группой, или в сочетании с причинением тяжких телесных повреждений, умышленное убийство; бандитизм; террористический акт, торговлю наркотиками).

### Во время Евромайдана
Нападения на коммунистов и представителей других левых сил начались с началом Евромайдана.
22 ноября националисты попытались сорвать международную научную конференцию в Киевском политехническом институте «Марксизм и современность», бросив в помещение, где собрались учёные из многих стран мира, дымовую шашку. В современной Украине это было первое проявление насилия в научной среде.
26 ноября в Киеве во время митинга на Майдане Независимости было осуществлено нападение на представителей независимого студенческого профсоюза «Прямое действие», которые вышли на акцию с социальными лозунгами: за качественное и бесплатное образование и доступный транспорт.
28 ноября там же около 30 радикалов в масках, вооружённые газовыми баллончиками, атаковали акцию за права женщин, которая проходила под лозунгом «Украинским женщинам — европейские зарплаты». От распылённого радикалами газа пострадали три человека.
4 декабря со сцены Евромайдана прозвучал призыв «разобраться с коммунистами-титушками». Группа радикалов в присутствии народного депутата Украины от партии «Свобода» И. Мирошниченко разгромила палатку и жестоко избила активистов Конфедерации свободных профсоюзов Украины (не имеет отношения к КПУ), пытавшихся вести социальную агитацию на Крещатике. Депутат тут же поведал, что готов лично «набить морду» каждому, кто будет заниматься пропагандой ленинских идей. Одному пострадавшему сломали нос, другому — ребра, третий пострадал от слезоточивого газа. Никакой ответственности за это деяние И. Мирошниченко не понёс.
После перехода противостояния в силовую фазу, депутаты местных советов от партий ВО «Батькивщина», «УДАР» и ВО «Свобода» провозгласили себя «народными советами» и пытались захватить власть на местах. Тернопольский, Ивано-Франковский, Хмельницкий, Полтавский и Черновицкий «народные советы» приняли решение о запрете на территории этих областей Партии регионов и КПУ. Лозунг запрета КПУ постоянно звучал на Евромайдане, а программа националистической ВО «Свобода» содержала пункт о запрете коммунистической идеологии.
По мере радикализации Евромайдана нападения на партийные офисы коммунистов стали регулярными.
29 января 2014 года неизвестные бросили бутылки с зажигательной смесью в помещение Крымского рескома КПУ, выбили дверь и оставили надписи на стенах.
Ночью 19 февраля помещение Волынского обкома КПУ захватили молодые люди в балаклавах, представившиеся активистами организации «Чёрный блок».
21 февраля был захвачен и разгромлен Винницкий обком КПУ. Нападавшие развели костёр и сожгли коммунистическую литературу.
В тот же день нападению подвергся офис КПУ в Чернигове.
22 февраля в центре Киева был зверски избит первый секретарь Львовского обкома КПУ Ростислав Василько. Нападавшие кричали, что он был снайпером и якобы расстреливал Майдан, но никаких доказательств не предоставили. На самом деле причиной избиения стало удостоверение помощника-консультанта народного депутата от КПУ.
24 февраля группа людей, которые представились членами Самообороны Майдана, сожгла дом первого секретаря ЦК КПУ Петра Симоненко.
27 февраля неизвестные устроили погром в Житомирском обкоме КПУ.
9 апреля было захвачено и разгромлено помещение Центрального комитета КПУ в Киеве.
11 апреля представители «Правого сектора» и общественные активисты «прекратили деятельность» Ровенского обкома КПУ. Около 50 участников акции вошли в помещение и сообщили первому секретарю Ровенского обкома Александру Вознюку, что требуют прекратить деятельность партии, а помещение вернуть в коммунальную собственность. Участники акции украли портреты Маркса, Ленина, бюсты Ленина и Сталина, а литературу сожгли. Потом нападавшие опечатали помещение, находящееся в частной собственности.
16 мая на лидера Коммунистической партии Украины Петра Симоненко было совершено покушение после дебатов на «Первом национальном» телеканале. На выходе из студии его ожидали около 30 человек с надписями «Автомайдан». Симоненко покинул студию через другой выход, но его начали преследовать. Вскоре машину Симоненко догнали, заблокировали, разбили стекло и бросили в салон «коктейль Молотова».
Вечером 26 мая около 30 неизвестных захватили помещение горкома КПУ в Днепропетровске. В ту же ночь группа из шести лиц попыталась захватить Днепропетровский обком КПУ. Охрана оказала сопротивление, вследствие чего завязалась перестрелка.
23 июня члены фракции националистической партии ВО «Свобода» побили Петра Симоненко прямо на заседании Верховной Рады, стащив его с трибуны во время выступления.
По словам главы КПУ Петра Симоненко, 5 июля 2014 года работниками Управления СБУ в Харьковской области был задержан партийный активист Виталий Прынь. Задержанному было отказано в привлечении адвоката и возможности сообщить родственникам о своём местонахождении.
28 июля 2014 года из собственного дома был похищен первый секретарь Волновахского райкома (Донецкая область) Сергей Филиндаш. Сообщение о задержании появилось на официальном сайте СБУ только через 3 дня — 1-го августа. Все это время Филиндаша удерживали неизвестные.
В ночь с 31 августа на 1 сентября 2014 года у ряда активистов днепродзержинского горкома КПУ были проведены обыски с задержанием. В частности, в квартире днепродзержинского депутата горсовета от КПУ и отца троих малолетних детей С. Ткаченко не представившимися лицами был проведён обыск. По его окончании С. Ткаченко был увезён в следственный изолятор городского управления СБУ.
24 ноября 15 неизвестных в балаклавах с нашивками УНСО ворвались в гараж, где собирались коммунисты и избили первого секретаря Луцкого горкома КПУ Виктора Пащука.
В ноябре 2014 года луцкие коммунисты Александр и Михаил Кононовичи были отчислены из аспирантуры Восточноевропейского национального университета имени Леси Украинки. Поводом стала доставка гуманитарной помощи в Луганск. Суд, рассмотрев иск братьев Кононовичей о восстановлении в аспирантуре, в удовлетворении иска отказал, сославшись на «морально-этические нормы».
18 марта 2015 года в Константиновке Донецкой области был похищен секретарь горкома КПУ Д. Чубаха. 16 марта он выложил в социальные сети информацию, что БТР украинских десантников переехал 6-летнюю девочку. Это происшествие вызвало протесты жителей города. Пострадавший сообщил: «В  среду около девяти утра я, как всегда, вышел из дома, чтобы идти на  работу. Но тут ко  мне неожиданно подскочили трое людей в  военных ботинках, камуфляже и  масках. Ничего не объясняя, они засунули меня в  свой микроавтобус, надели на  меня наручники, а  на  голову чёрный пакет… О маршруте не было сказано ни слова. Но меня сразу обвинили в  организации массовых беспорядков в  Константиновке, передаче фото- и  видеоматериалов российским СМИ, а  также в  сепаратизме и  связях с  ЛНР и  ДНР. Конечно, я  пытался возражать, говорил, что всё это неправда. Но слушать меня не желали. По  времени, которое мы находились в  пути (около 30-40 минут), я  догадался, что мы едем в Краматорск. Там меня пересадили в  маленький джип, сняли чёрный мешок и  надели на голову обычный полиэтиленовый пакет, обмотав его сверху скотчем. Один из  моих новых сопровождающих с  кавказским акцентом, видимо для  устрашения, сказал: „Мы тебя сейчас передадим людоедам!“… меня сначала около четырёх часов держали в  сыром подвале. Потом перевели в  какое-то общежитие и  закрыли в комнате, где стояла кровать с  двумя грязными подушками и  хиленьким одеялом, а  также баклажка воды. Там я  и провёл всё время вплоть до  пятницы. Есть мне не давали. В туалет вывели один раз, тогда же сняли наручники. После этого сказали: „В комнате есть бутылка, вот нею и  пользуйся“. Вода у  меня была. Один раз мне принесли чёрный сладкий чай…».
В ночь с 24 на 25 марта неизвестные забросали «коктейлями Молотова» помещение Одесского обкома КПУ.
Летом 2015 года офис луганских коммунистов (бывший обком КПУ) попытались занять представители КПУ (до вооружённого конфликта находившиеся в Луганской области Украины).

### Препятствование участию в выборах
В ходе подготовки и проведения парламентских выборов 2014 года отмечены многочисленные случаи препятствия участию в данных выборах КПУ как со стороны официальных властей , так и со стороны провластных и праворадикальных организаций.
1 августа Служба безопасности Украины задержала первого секретаря Волновахского (Донецкая область) районного комитета Коммунистической партии Сергея Филиндаша по подозрению в сепаратизме.
15 сентября в комнату штаба Волынского обкома КПУ по подготовке и проведению внеочередных парламентских выборов ворвались около двух десятков молодых людей, которые заявили, что они из УНА-УНСО. Угрожая пистолетами Макарова, они набросились на первого секретаря обкома партии П. Бущика, повалили его на пол и жестоко избили ногами. Лидеру волынских комсомольцев А. Кононовичу, который пытался защитить своего товарища по партии, разбили лицо и сломали нос. Прибывшие на место преступлений «стражи порядка» не пытались пресечь правонарушение. Только после того как нападавшие сели в машины и уехали с места преступления, милиция начала создавать видимость следственных действий.
25 сентября лидер Компартии Украины Пётр Симоненко во время встречи в Верховной Раде с представителями ОБСЕ заявил, что членов КПУ запугивают, чтобы не допустить их участия во внеочередных парламентских выборах.
30 сентября в Мелитополе (Запорожская область) неизвестный злоумышленник напал на агитационную палатку КПУ.

### Съезды КПУ (1917)
Хронология съездов и конференций:
- 5—12 июля 1918 — I съезд КП(б)У (Москва)
- 17—22 октября 1918 — II съезд КП(б)У
- 1—6 марта 1919 — III съезд КП(б)У
- 17—23 марта 1920 — IV конференция КП(б)У (на правах съезда)
- 17—22 ноября 1920 — V конференция КП(б)У (на правах съезда)
- 9—13 декабря 1921 — VI конференция КП(б)У (на правах съезда)
- 4—10 апреля 1923 — VII конференция КП(б)У (на правах съезда)
- 12—16 мая 1924 — VIII конференция КП(б)У (на правах съезда)
- 6—12 декабря 1925 — IX съезд КП(б)У
- 20—29 ноября 1927 — X съезд КП(б)У
- 5—15 июня 1930 — XI съезд КП(б)У
- 18—23 января 1934 — XII съезд КП(б)У
- 27 мая — 3 июня 1937 — XIII съезд КП(б)У
- 13—18 июня 1938 — XIV съезд КП(б) Украины
- 13—17 мая 1940 — XV съезд КП(б) Украины
- 25—28 января 1949 — XVI съезд КП(б) Украины
- 23—27 сентября 1952 — XVI съезд КП(б) Украины
- 23—26 марта 1954 — XVIII съезд КП Украины
- 17—21 января 1956 — XIX съезд КП Украины
- 16—17 января 1959 — XX съезд КП Украины
- 16—19 февраля 1960 — XXI съезд КП Украины
- 27—30 сентября 1961 — XXII съезд КП Украины
- 15—18 марта 1966 — XXIII съезд КП Украины
- 17—20 марта 1971 — XXIV съезд КП Украины
- 10—13 февраля 1976 — XXV съезд КП Украины
- 10—12 февраля 1981 — XXVI съезд КП Украины
- 6—8 февраля 1986 — XXVII съезд КП Украины
- 19—23 июня 1990 — XXVIII съезд КП Украины
- 25—26 мая 2002 — XXIX (чрезвычайный) съезд КП Украины[4][5]

### Съезды КПУ (1993)
I съезд КПУ прошёл в Донецке 19 июня 1993 года.
Всеукраинская партийная конференция проведена 16 апреля 1994
II(XXX) съезд прошел 11-12 марта 1995, начиная с него применяется двойная нумерация
Всеукраинская партийная конференция - 28 апреля 1996
III(XXXI) съезд - 11-12 октября (I этап) и 1 ноября (II этап) 1997
Внеочередной IV(XXXII) съезд - 15 мая 1999
V(XXXIII) съезд - 24-25 июня 2000
XLIV (44) съезд КПУ прошёл в Киеве 18-19 июня 2011 года. (стенограмма).
XLV (30 июля 2012), XLVI (13 мая и 17 октября 2013), XLVII (25 марта 2014) и XLVIII (29 августа и 11 сентября 2014) съезды КПУ носили не отчётно-выборный, а технический характер (участие в парламентских и президентских выборах).
XLIX (49-й) съезд КПУ прошёл в Киеве 27 декабря 2014 года (стенотчёт) в условиях, когда партия не прошла в Верховную Раду и вёлся судебный процесс о её запрете. Партия на 1 декабря 2014 насчитывала 104 490 членов (на 1.1.2014 — 112 130). В резолюции съезда расценивается как ошибка невыход КПУ из правящей коалиции в Раде в ходе дрейфа правительства Януковича к отступлению от первоначальной программы коалиции.
L (50-й) внеочередной съезд КПУ прошёл в Киеве 11 сентября 2015 года (Информационное сообщение), в ходе стартовавшей 5 сентября избирательной кампании по выборам депутатов местных советов и сельских, поселковых, городских глав (голосование — 25 октября 2015 года), а также судебного процесса о запрете КПУ. Съезд принял решение участвовать в выборах.
LII (52-й) внеочередной съезд КПУ прошёл в Киеве 1 октября 2016 года для определения стратегии в условиях «декоммунизации» Украины и судебного дела о запрете КПУ. П. Симоненко в своём докладе обосновал необходимость создания движения «Левый марш: работа, зарплата, защита», как легального инструмента в условиях, когда партия находится на грани запрета.
LIV (54-й) съезд КПУ прошел 3 января 2019 года в Киеве и выдвинул Петра Симоненко на пост президента Украины на очередных выборах. Кандидатура Симоненко не была зарегистрирована.

### Участие в местных выборах 2015
25 сентября 2015 года Коммунистическая партия Украины приняла решение участвовать в местных выборах 25 октября в составе партии «Новая держава», вошедшей в состав «Левой оппозиции» 24 сентября 2015 года. Петр Симоненко отметил, что такое решение коммунистов связано с судебными делами о запрете КПУ, которые на данный момент рассматриваются в украинских судах.
13 октября 2015 года Окружной административный суд Киева отказал Коммунистической партии Украины в удовлетворении иска касательно запрета на участие в выборах. Таким образом, суд отказался признать противоправным и отменить приказ Министерства юстиции Украины от 23 июля "Об утверждении Правового заключения Комиссии по вопросам соблюдения Закона Украины «Об осуждении коммунистического и национал-социалистического (нацистского) тоталитарных режимов на Украине и запрете пропаганды их символики». Кроме того, суд отказался обязать Минюст провести анти-дискриминационную экспертизу указанного закона.
29 октября 2015 года Коммунистическая партия Украины подала иск в Европейский суд по правам человека против Украины на решение Министерства юстиции Украины запретить участие партии в выборах на основании закона о декоммунизации. «Руководствуясь нормами международного права, Компартия Украины вынуждена обратиться в Европейский суд по правам человека для восстановления справедливости», — говорится в сообщении пресс-службы КПУ. Партия считает закон о декоммунизации нецивилизованным, недемократичным и грубо нарушающим неотъемлемые права и свободы человека. А также КПУ считает запрет на участие в местных выборах 2015 года нарушением прав человека.

### Запрет Коммунистической партии Украины
В начале мая 2014 года и. о. главы государства Александр Турчинов попросил Минюст проверить деятельность КПУ на предмет законности и заявил о возможности её запрета в судебном порядке в связи с её возможным участием и активной поддержкой акций протеста на юго-востоке страны.
К 14 июня глава СБУ Валентин Наливайченко предоставил в Министерство юстиции Украины документы о запрете партии. Ряд членов КПУ, в том числе депутатов Верховной рады, обвинены в пособничестве повстанцам из Донецкой Народной Республики и Луганской Народной Республики.
8 июля Министерство юстиции Украины и Государственная регистрационная служба обратились в суд с прошением о рассмотрении запрета деятельности на территории Украины Коммунистической партии. Министр юстиции Украины Павел Петренко заявил, что кроме ликвидации Компартии, возможна уголовная ответственность для некоторых её членов. Доказательная база противозаконных действий со стороны КПУ состоит из 129 листов, а также видео- и аудиоматериалов, а иск содержит доказательства причастности представителей КПУ к действиям, приведшим к тому, что «Россия оккупировала Крым, к поставкам оружия и финансированию террористов в восточных регионах, к проведению сепаратистских референдумов в Луганской и Донецкой областях».
22 июля 2014 года Верховная рада проголосовала за роспуск фракции КПУ и за законопроект о внесении в регламент Верховной рады изменений, согласно которым депутатская фракция (депутатов в составе которой стало меньше предписанного минимального числа) подлежит роспуску. Председатель ВР Александр Турчинов сообщил, что сразу после подписания закона президентом Украины объявит о роспуске фракции КПУ (из 33 членов которой к 1 июля осталось лишь 23 человека) в парламенте. В тот же день Пётр Порошенко подписал указ о роспуске фракции КПУ, и спустя 2 дня Александр Турчинов объявил об этом в Верховной Раде Украины, заявив: «Це історична подія, колеги! Я сподіваюся, що більше ніколи комуністичних фракцій в українському парламенті не буде!» («Это историческое событие, коллеги! Я надеюсь, что больше никогда коммунистических фракций в украинском парламенте не будет!»).
25 июля советник министра внутренних дел Украины Зорян Шкиряк сообщил о том, что КПУ в финансировании терроризма и сепаратизма сотрудничала с лидерами КПРФ Геннадием Зюгановым и ЛДПР Владимиром Жириновским.
Несмотря на это, ЦИК Украины 15 сентября зарегистрировал Коммунистическую партию на внеочередные выборы депутатов Верховной Рады. В избирательный список вошло 205 человек, список возглавили: Пётр Симоненко, депутат Рады Адам Мартынюк, пенсионерка Екатерина Самойлик, сотрудник Института государства и права имени В. Корецкого Василий Сиренко и депутат Рады Пётр Цыбенко. На выборах в Раду КПУ после обработки 100 % протоколов получила 3,88 % голосов, что означает, что партия не проходит в Раду, поскольку не был преодолён 5 % проходной барьер. Наибольшее количество голосов КПУ получила в Луганской и Донецкой областях, где за партию проголосовало 11,88 % и 10,25 % избирателей соответственно.
5 ноября Окружной административный суд Киева приостановил рассмотрение иска Министерства юстиции Украины о запрете деятельности КПУ до того момента, пока в судах не будет рассмотрен иск КПУ к Министерству юстиции.
9 ноября в эфире канала «1+1» глава СБУ Валентин Наливайченко отметил, что запрет КПУ — это важное дело для национальной безопасности страны, поскольку коммунистические местные центры активно помогают самопровозглашенным ДНР и ЛНР на востоке Украины.
2 декабря в Верховной Раде были освящены места, на которых в прошлом созыве сидели депутаты от Компартии — «места, где сидели безбожники» — пояснил священник.
24 декабря Киевский апелляционный административный суд отменил решение суда от 5 ноября о приостановлении производства по делу о запрете КПУ. Таким образом, дело КПУ вернулось в суд первой инстанции.
9 апреля 2015 года голосами 254 народных депутатов принят проект закона «Об осуждении коммунистического и национал-социалистического (нацистского) тоталитарных режимов на Украине и запрет пропаганды их символики». 15 мая закон был подписан Президентом и вступил в силу. 20 мая на пленуме ЦК КПУ в связи с принятием закона было принято решение развивать новую политическую партию с похожей идеологией, но без слова «коммунистическая» в названии, предположительно она будет называться «Возрождение Украины». Тем временем Пётр Симоненко основал общественную организацию «Левый марш: труд, зарплата, защита».
12 июня 2015 года Коммунистическая партия Украины вместе с Прогрессивной социалистической партией Украины, тремя более мелкими политическими партиями (среди которых партия «Киевская Русь», Рабочая партия Украины и Славянская партия Украины), тринадцатью общественными организациями (среди которых Славянский комитет Украины и др.) и шестью физическими лицами создали движение «Левая оппозиция».
16 декабря 2015 года Окружной административный суд Киева удовлетворил в полном объёме иск министерства юстиции страны, запретив деятельность Коммунистической партии Украины. КПУ намерена обжаловать данное решение в вышестоящих судебных инстанциях на Украине и в Европейском суде по правам человека. «Международная Амнистия» на Украине следующим образом оценила запрет КПУ: «Запрет Коммунистической партии Украины вводит опасный прецедент. Этот шаг отбрасывает Украину назад на её пути к реформированию и уважению прав человека».
28 декабря 2015 года Коммунистическая партия Украины подала апелляцию на решение Окружного административного суда Киева, которым запрещена деятельность партии. «Коммунистическая партия Украины обратилась в Киевский апелляционный административный суд с апелляционной жалобой на постановление Окружного административного суда города Киева от 16 декабря 2015 года», — указано в сообщении пресс-службы. КПУ считает указанное решение суда первой инстанции незаконным и необоснованным, а также принятым с нарушением норм материального и процессуального права, и как следствие, подлежащим отмене апелляционным судом в полном объеме. 25 января 2016 года Высший админсуд отказал Коммунистической партии Украины в рассмотрении кассационной жалобы о пересмотре дела о прекращении деятельности партии.
3 января 2019 года КПУ на своём съезде выдвинула Петра Симоненко кандидатом на пост Президента. Однако Центральная избирательная комиссия отказала Симоненко в регистрации для участия в выборах, сославшись на то, что он выдвинут партией, пропагандирующей запрещённый на Украине коммунизм.
16 мая 2022 года стало известно, что Шестой апелляционный административный суд завершил рассмотрение апелляционной жалобы и отказал в ее удовлетворении, в результате чего решение суда о запрете КПУ вступило в законную силу. 5 июля суд Львова конфисковал имущество партии.
По состоянию на ноябрь 2019 года депутаты от КПУ, избранные на местных выборах 2010 года, продолжали работать в Донецком областном совете.

## Руководители

### Секретари — первые секретари ЦК КП(б)У/КПУ
- Георгий Пятаков (июль-сентябрь 1918, март-май 1919)
- Серафима Гопнер (сентябрь-октябрь 1918) (и. о.)
- Эммануил Квиринг (октябрь 1918 — март 1919)
- Станислав Косиор (май 1919 — ноябрь 1920)
- Вячеслав Молотов (ноябрь 1920 — март 1921)
- Феликс Кон (март — декабрь 1921) (ответсекретарь)
- Дмитрий Мануильский (декабрь 1921 — апрель 1923)
- Эммануил Квиринг (апрель 1923 — апрель 1925) (с марта 1925 — генеральный секретарь)
- Лазарь Каганович (апрель 1925 — июль 1928) (генеральный секретарь)
- Станислав Косиор (июль 1928 — январь 1938) (до января 1934 — генеральный секретарь)
- Никита Хрущёв (январь 1938 — март 1947)
- Лазарь Каганович (март-декабрь 1947)
- Никита Хрущёв (декабрь 1947 — декабрь 1949)
- Леонид Мельников (декабрь 1949 — июнь 1953)
- Алексей Кириченко (июнь 1953 — декабрь 1957)
- Николай Подгорный (декабрь 1957 — июль 1963)
- Пётр Шелест (июль 1963 — май 1972)
- Владимир Щербицкий (май 1972 — сентябрь 1989)
- Владимир Ивашко (сентябрь 1989 — 23 июня 1990)
- Станислав Гуренко (23 июня 1990 — 30 августа 1991; 27 декабря 2001 — 25 мая 2002)
- Пётр Симоненко (19 июня 1993 — 16 мая 2022)

### Вторые секретари ЦК КП(б)У/КПУ
- Дмитрий Захарович Лебедь (ноябрь 1920 — май 1924)
- Алексей Васильевич Медведев (май 1924 — январь 1925)
- Иван Евдокимович Клименко (январь 1925 — октябрь 1927)
- Алексей Васильевич Медведев (ноябрь 1927 — ноябрь 1929)
- Лаврентий Иосифович Картвелишвили (ноябрь 1929 — декабрь 1930)
- Василий Андреевич Строганов (декабрь 1930 — ноябрь 1932)
- Мендель Маркович Хатаевич (ноябрь 1932 — январь 1933)
- Павел Петрович Постышев (январь 1933 — март 1937)
- Мендель Маркович Хатаевич (март — август 1937)
- Сергей Александрович Кудрявцев (сентябрь 1937 — январь 1938)
- Михаил Алексеевич Бурмистенко (январь 1938 — сентябрь 1941)
- 1941—1946 — должность вакантна
- Демьян Сергеевич Коротченко (июль 1946 — март 1947) (3 марта 1947 должность упразднена)
- Леонид Георгиевич Мельников (декабрь 1947 — декабрь 1949)
- Алексей Илларионович Кириченко (декабрь 1949 — июнь 1953)
- Николай Викторович Подгорный (август 1953 — декабрь 1957)
- Леонтий Иванович Найдек (декабрь 1957 — февраль 1960)
- Иван Павлович Казанец (февраль 1960 — июль 1963)
- Николай Александрович Соболь (июль 1963 — март 1966)
- Александр Павлович Ляшко (март 1966 — июнь 1969)
- Иван Кондратьевич Лутак (июнь 1969 — январь 1976)
- Иван Захарович Соколов (февраль 1976 — октябрь 1982)
- Алексей Антонович Титаренко (октябрь 1982 — декабрь 1988)
- Владимир Антонович Ивашко (декабрь 1988 — сентябрь 1989)
- Станислав Иванович Гуренко (октябрь 1989 — июнь 1990)
- Леонид Макарович Кравчук (июнь — сентябрь 1990)
- Григорий Петрович Харченко (сентябрь 1990 — август 1991)
- Адам Иванович Мартынюк (1995 — 16 мая 2022)

### Секретари ЦК КПУ по идеологии («третьи»)
- Панас Любченко (ноябрь 1927—1934)
- Николай Попов (1934 — июнь 1937)
- Иосиф Лысенко (1940—1941)
- Иван Назаренко (октябрь 1952 — июнь 1956)
- Степан Червоненко (июнь 1956 — октябрь 1959)
- Андрей Скаба (1959—1968)
- Фёдор Овчаренко (1968 — октябрь 1972)
- Валентин Маланчук (октябрь 1972 — апрель 1979)
- Александр Капто (1979—1986)
- Владимир Ивашко (1986 — апрель 1987)
- Юрий Ельченко (1987—1989)
- Леонид Кравчук (октябрь 1989 — июнь 1990)